# 다산부대
대한민국 제100건설공병단 (大韓民國 第100建設工兵團, 상징명칭 : 다산부대(茶山部隊))은 2003년부터 2007년 12월까지 아프가니스탄 수도 카불에서 북쪽으로 50km에 위치한 바그람 공군 기지에 주둔하였던 대한민국 육군의 공병단이다.

## 역사
9·11 테러 이후 테러와의 전쟁을 진행 중인 미국의 요청을 받아 2003년 2월 6일 경기도 광주광역시 특수전교육단에서 제100건설공병단으로서 창설되었다. 지원자 위주로 선발된 건설 공병과 운전, 정비 병과의 150명 규모의 공병으로 구성되었으며, 정약용의 호를 따서 다산부대라고 명명하였다.
2003년 2월부터 아프가니스탄 바그람 공군 기지에는 다산부대와 동의 부대를 합쳐 200여 명이 주둔하고 있었다.
미군의 요청에 따라 2004년 2월 파병하는 3진부터 단으로 증편하였다.
미국과 프랑스 등 동맹국들과 함께 도로와 건물 복구, 학교 신축까지 360여 건의 공사임무를 완수하였다. (2007년 2월 28일 기준) 이와 같이, 다산부대와 동의 부대는 각종 지원활동을 펼침에 따라, 테러 공격을 절대 받지 않을 것이라는 신뢰까지 받기도 했다. 그러나 2007년 2월 27일, 바그람 공군 기지 폭탄 테러에서 윤장호 병장(그는 사후 1계급 진급으로 하사로 임명되었다.)이 사망하였다.
탈레반이 다수의 한국인을 납치하여 한국군의 철군을 요구하였다. 그에 따라 2007년 12월 14일, 다산부대와 동의부대는 아프가니스탄에서 철군하고, 육군종합행정학교에서 부대 해산식을 가지면서 다산부대는 공식적으로 해체되었다.

## 연대기
- 2003년
  - 2월 6일 - 광주 특수전교육단에서 제100건설공병대대로 창설.
  - 8월 27일 - 2진 파병 및 교대.
- 2004년
  - 2월 27일 : 3진 파병 및 교대
  - 8월 27일 : 4진 파병 및 교대
- 2005년
  - 2월 27 : 5진 파병 및 교대
  - 8월 25 : 6진 파병 및 교대
- 2006년
  - 2월 23일 : 7진 파병 및 교대
  - 9월 13일 : 8진 파병 및 교대
- 2007년
  - 2월 27일 - 바그람 공군 기지 폭탄 테러로 인한 윤장호 병장 사망.
  - 4월 3일 - 9진 파병 및 교대.
  - 12월 14일 - 아프가니스탄에서 철수.

## 계보
- 2003년 2월 6일 제100건설공병대대
- 2004년 2월 27일, 제100건설공병단

## 같이 보기
- 이라크 평화재건사단 "자이툰부대"
- 제58전술공수단 "다이만부대"
- 제924의료지원단 "동의부대"

## 참고
1. ↑  박종근 (2003년 2월 6일). “"아프간으로 가자"”. 중앙일보. 2012년 4월 19일에 확인함.[깨진 링크(과거 내용 찾기)]
2. ↑  최관수. “다산부대 6진 아프가니스탄 파병 성과” (PDF). 합동참모본부: 30. 2012년 4월 19일에 확인함.[깨진 링크]
3. ↑  “영웅 STORY > 알림마당 >”. 2023년 10월 28일에 원본 문서에서 보존된 문서. 2023년 10월 28일에 확인함.
4. ↑  외교부. “고 윤장호 하사 순직관련 아프가니스탄 대통령 친서 접수 상세보기|보도자료 | 외교부”. 2023년 10월 28일에 확인함.
5. ↑  “e영상역사관 » 영상관 » 대통령기록영상”. 2023년 10월 28일에 확인함.
6. ↑  유현민 (2007년 12월 13일). “아프간 파병 동의·다산부대, 14일 전원 귀국”. 한겨레. 2012년 10월 23일에 확인함.